# Euphorbia chimaera
Euphorbia chimaera är en törelväxtart som beskrevs av Vladimir Ippolitovich Lipsky. Euphorbia chimaera ingår i släktet törlar, och familjen törelväxter. Inga underarter finns listade i Catalogue of Life.